# Julien Bahain
Julien Bahain (født 20. april 1986 i Angers, Frankrig) er en fransk tidligere roer.
Bahain vandt bronze ved OL 2008 i Beijing, som del af den franske dobbeltfirer. Bådens øvrige besætning var Jonathan Coeffic, Pierre-Jean Peltier og Cédric Berrest. I finalen blev franskmændene besejret af Polen, som vandt guld, samt af Italien, der tog sølvmedaljerne. Han deltog i samme disciplin ved OL 2016 i Rio de Janeiro og i dobbeltsculler ved OL 2012 i London.
Bahain vandt desuden to EM-guldmedaljer i dobbeltsculler, i henholdsvis 2008 og 2010, samt fire VM-medaljer, tre i dobbeltsculler og én i dobbeltfirer. Han repræsenterede også Canada i slutningen af sin karriere.

## OL-medaljer
- 2008:  Bronze i dobbeltfirer